# Потсдамская декларация
Потсдамская декларация — опубликованная 26 июля 1945 года в рамках Потсдамской конференции совместная декларация от имени правительств трёх держав: Великобритании, США и Китая Потсдамская декларация требовала капитуляции Японии во Второй мировой войне безоговорочно на условиях, предложенных союзными державами, и безоговорочной капитуляции японской армии. В случае отказа союзники угрожали Японии «быстрым и полным уничтожением».
28 июля японское правительство отклонило требования Потсдамской декларации. 
6 августа США подвергли атомной бомбардировке японский город Хиросима. 
Вечером 8 августа согласно предварительной секретной договорённости к Потсдамской декларации присоединился СССР и объявил Японии войну. Военные действия начались в первые часы 9 августа.

9 августа США подвергли атомной бомбардировке японский город Нагасаки. 
14 августа поверженная Япония приняла условия Потсдамской декларации с единственной оговоркой о неприкосновенности императора Хирохито.
К 19 августа японские войска в Маньчжурии были окружены и только после этого начали повсеместно сдаваться.
14 августа 1945 имперский генеральный штаб, по приказу императора Хирохито и во исполнение сдачи императором всех японских вооруженных сил верховному главнокомандующему союзных держав, выпустил общий военный и военно-морской приказ, который повелевал всем своим командующим в Японии и за ее пределами дать приказ находящимся под их командованием японским вооруженным силам и контролируемым японцами войскам прекратить военные действия немедленно, сложить свое оружие, остаться на своих настоящих позициях и безоговорочно капитулировать перед командующими, действующими от имени Соединенных Штатов, Соединенного Королевства и Союза Советских Социалистических Республик.
2 сентября 1945 года был подписан акт о капитуляции Японии.